# João Maria Cavalcanti de Brito
Servo de Deus Pe. João Maria Cavalcanti de Brito, conhecido como Padre João Maria, (Caicó, 23 de junho de 1848 — 16 de outubro de 1905) foi um sacerdote católico brasileiro.

## Biografia

### Primeiros anos
Nascido na antiga Fazenda Logradouro do Barro, hoje Fazenda Três Riachos, em Jardim de Piranhas no Rio Grande do Norte, o nono dos treze filhos do casal Ana de Barros Cavalcanti e de Amaro Soares de Brito.

### Vida religiosa
Fez curso eclesiástico em um seminário de Olinda com ajuda de fazendeiros da região. Foi ordenado sacerdote em 30 de novembro de 1871 no Ceará. Realizou a primeira missa em Caicó quando tinha apenas 23 anos. Foi vigário de Jardim de Piranhas, Flores, Acari, Papari, e Natal, assumindo a Igreja Matriz de Nossa Senhora da Apresentação, Catedral Antiga da capital potiguar, em 1881.

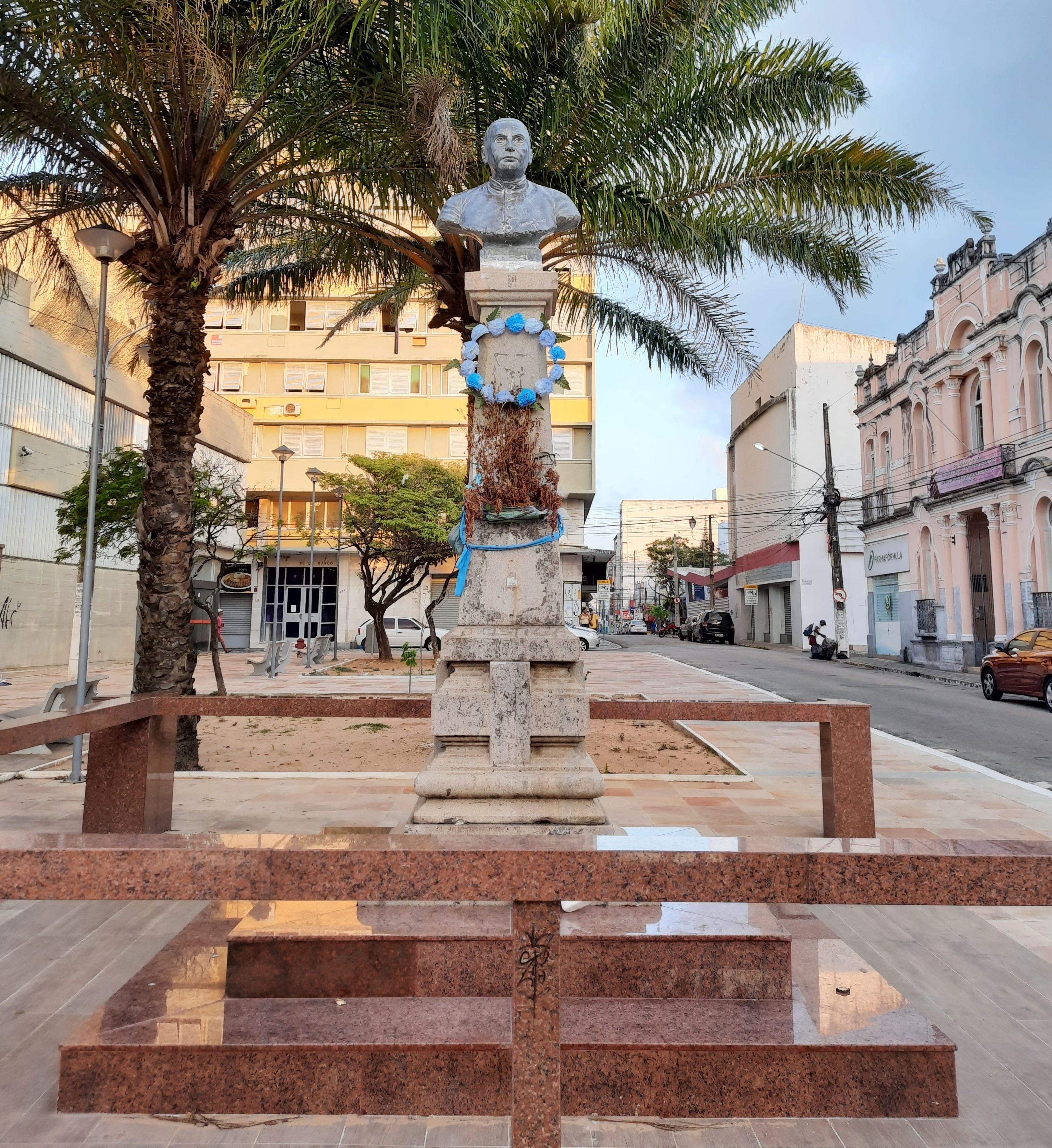
Busto de Padre João Maria, em Natal

Foi bastante conhecido por seus trabalhos em prol dos mais necessitados. Em 1878, em Flores, participou do combate à seca e da epidemia de varíola. Ajudou na luta contra a varíola, em 1905, em Natal, onde trabalhou pela libertação dos escravos, o que lhe rendeu o apelido de Pai dos Negros Forros. Criou em Natal a Escola São Vicente, para crianças pobres e fundou a imprensa católica, editando o jornal "Oito de Setembro". Batizou, entre milhares de outros natalenses, o historiador Luís da Câmara Cascudo, no dia 9 de maio de 1901.

### Morte
No dia 16 de outubro de 1905, acabou falecendo, vítima da mesma doença que tanto combateu, a varíola. Sua morte abalou a cidade e, desde então, é considerado como o Santo de Natal. Um busto, em sua homenagem, foi colocado na praça, que hoje recebe seu nome, localizada por trás da Catedral Antiga. O busto foi esculpido por Hostílo Dantas com pedestal em granito trabalhado por Miguel Micussi. Ainda hoje, fiéis costumam fazer promessas, se benzem com água benta e agradecem ao "santo" com pequeno objetos que fazem alusão às graças obtidas.
Em 7 de Agosto de 1979 os restos mortais do Pe. João Maria foram transladados do Cemitério do Alecrim para a Igreja de Nossa Senhora de Loudes, no Alto do Juruá, localizado no bairro de Petrópolis, Zona Leste da capital.

### Alcunhas
Com sua grande popularidade, por onde passava, Padre João Maria era carinhosamente chamado por apelidos como:
- Benzinho do Seridó
- O Santo
- pe. João de Deus
- Apóstolo da Caridade
- Anjo da Cidade
- Santo do Seridó
- Santo de Natal.

## Beatificação
Em 2002, o processo de beatificação do padre João Maria foi aberto, desde então todas as graças atribuídas a ele estão sendo registradas. No dia 9 de novembro de 2024, a Arquidiocese de Natal concluiu a fase diocesana do processo, sendo então enviado ao Dicastério para as Causas dos Santos para estudo.